# Trúc Khê (nhà văn)
Trúc Khê (竹溪, 1901-1947), tên thật là Ngô Văn Triện (吳文篆); các bút danh khác là: Cấm Khê, Kim Phượng, Đỗ Giang, Khâm Trai, Ngô Sơn, Hạo Nhiên Đình. Ông là nhà văn, nhà báo, nhà cách mạng Việt Nam.

## Cuộc đời
Trúc Khê sinh ngày 22 tháng 5 năm 1901 trong một gia đình gốc nông dân và tiểu thủ công ở thôn Thị Cấm, xã Phương Canh, huyện Từ Liêm, phủ Hoài Đức, tỉnh Hà Đông (nay là phường Xuân Phương, quận Nam Từ Liêm, Hà Nội).
Năm lên 6 tuổi, ông học chữ Hán với một ông đồ ở trong làng. Năm 11 tuổi, ông học Quốc ngữ ở trường Pháp-Việt, tự học thêm tiếng Pháp, đồng thời vẫn tiếp tục học chữ Hán, dù sau này triều đình Huế đã bỏ thi khoa cử. Vừa học, vừa đi chăn trâu, đến năm 16-17 tuổi, ông đi làm thợ đan đăng ten rồi sang làm thợ đóng sách ở nhà in Thực Nghiệp, Hà Nội .
Năm 19 tuổi, bài viết đầu tay của ông: Cải lương hương tục, được đăng trên tờ Trung Bắc tân văn năm 1920.
Năm 1926, ông vào làm trong ban biên tập của Thực nghiệp dân báo. Khoảng năm 1927, ông dự định tìm người đồng chí hướng thành lập đảng Tân Dân, chủ trương đánh đuổi thực dân Pháp. Nhưng khi gặp Phạm Tuấn Tài, ông theo nhóm Nam Đồng thư xã; rồi sau nữa, khi Việt Nam Quốc dân Đảng được thành lập, ông theo đảng phái này.
Năm 1928, Trúc Khê mở Trúc Khê thư cục ở trên gác nhà số 196 phố Hàng Bông (Hà Nội) để tự xuất bản sách của minh  Ông hoạt động chính trị cho đến năm 1929, thì bị nhà cầm quyền Pháp bắt giam ở Hỏa Lò (Hà Nội), nhận án 2 năm tù treo và 5 năm quản thúc.
Ra tù, ông theo hẳn nghề báo. Năm 1933, ông làm Chủ bút báo Bắc Hà. Năm 1934, ông làm Chủ bút báo Thương mại. Từ 1935, ông chuyên viết cho các báo Tiểu thuyết thứ bảy, Phổ thông bán nguyệt san, Tao đàn... Từ năm 1941, ông còn viết cho các báo Tri tân, Nước Nam, Đông Tây, Ích hữu, Dân báo, Khuyến học, Tri Tân, Quốc gia, Truyền bá, Đông phương nhật báo, v.v...
Mặt khác, từ năm 1937 đến 1945, ông còn trước tác, dịch thuật và biên khảo khoảng 60 cuốn sách.
Năm 1941 đến 1945, ông tham gia phong trào truyền bá Quốc ngữ tại Hà Nội.
Năm 1946, Kháng chiến toàn quốc bùng nổ, ông cùng gia đình lên ở Trại Ro, xã Nghĩa Hương, huyện Quốc Oai, tỉnh Sơn Tây (nay thuộc Hà Nội). Ở đây, ông giao liên đưa lên chiến khu Việt Bắc tham gia kháng chiến chống Pháp, nhưng chưa kịp đi thì lâm bệnh nặng rồi mất (26 tháng 8 năm 1947) tại nơi đó, hưởng dương 46 tuổi.
Năm 2005, Ủy ban nhân dân Thành phố Hà Nội đặt tên phố Trúc Khê cho một con đường tại phường Láng Hạ, quận Đống Đa, nối đường Nguyễn Chí Thanh với phố Vũ Ngọc Phan.

## Tác phẩm chính

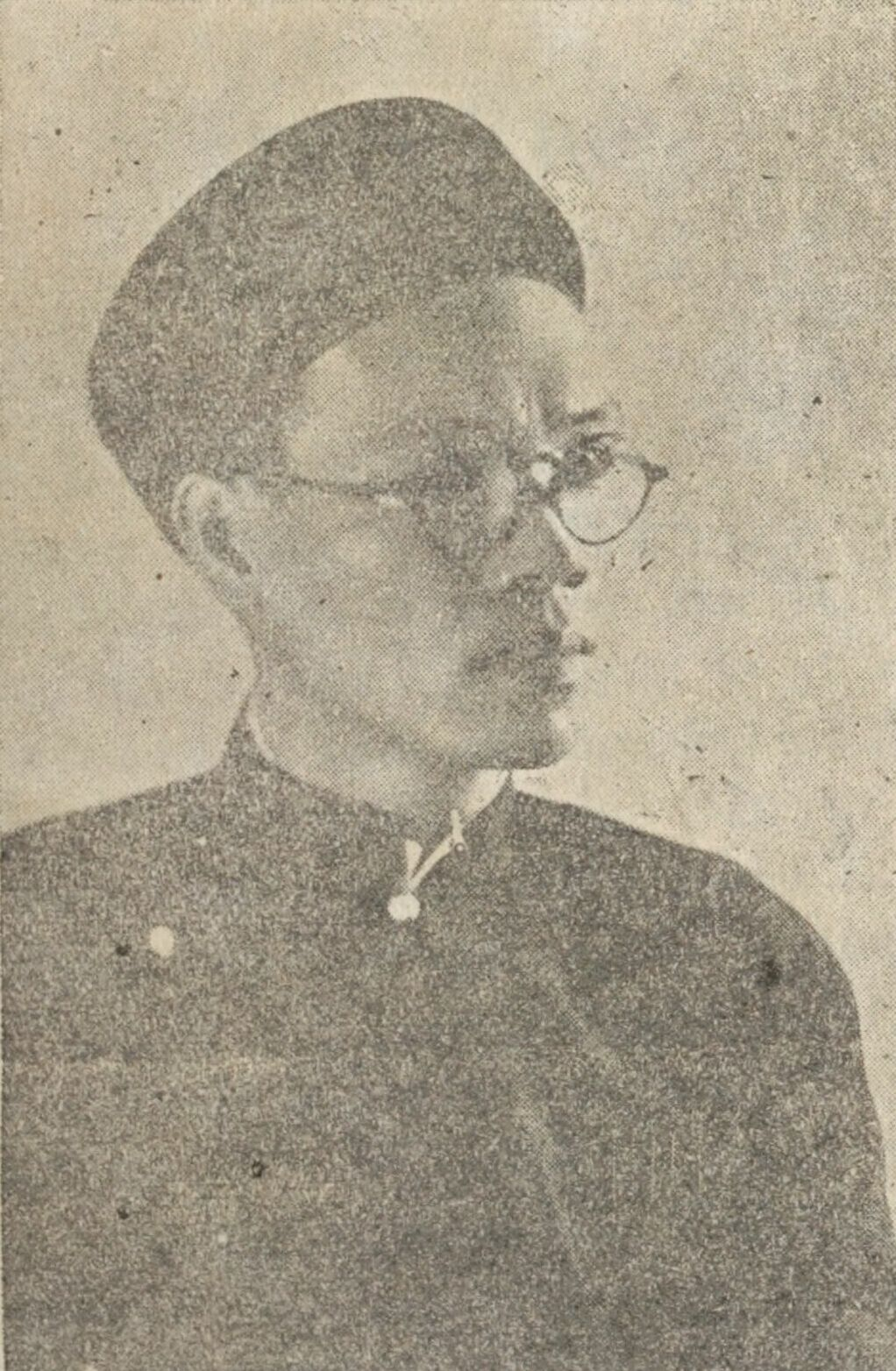
Trúc Khê Ngô Văn Triện

Trong hơn 20 năm cầm bút Trúc Khê đã để lại gần 60 tác phẩm, không kể các bài bình luận, biên khảo đăng rải rác trên các báo. Các tác phẩm chính có:

### Thơ
- Chợ chiều
- Đò chiều

### Tiểu thuyết
- Trăm lạng vàng (Nhà xuất bản Tân Dân - Hà Nội, 1942)
- Nát ngọc (Nhà xuất bản Tân Dân - Hà Nội, 1939)
- Hồn về
- Trăm lạng vàng (tiểu thuyết lịch sử)

### Truyện ký danh nhân
- Hùng Vương diễn nghĩa
- Mai Thúc Loan
- Cao Bá Quát (Nhà xuất bản Tân Dân - Hà Nội, 1940)
- Nguyễn Trãi (Nhà xuất bản Tân Dân - Hà Nội, 1941)
- Trần Thủ Độ (Nhà xuất bản Tân Dân - Hà Nội, 1943)
- Chu Mạnh Trinh (Nhà xuất bản Cộng Lực - Hà Nội, 1942)
- Bùi Huy Bích (Nhà xuất bản Tân Dân - Hà Nội, 1944), v.v...
- Phạm Đình Trọng (Nhà xuất bản Thanh Bình - Hà Nội, 1952)
- Lý Bạch
- Đỗ Phủ
- Vũ Phạm Khải, v.v...

### Biên khảo
- Lịch sử khôi phục quốc quyền của ba nước Đông phương
- Lịch sử Nam tiến của dân tộc ta
- Tình sử Việt Nam (2 tập. Nhà xuất bản Tân Dân - Hà Nội, 1941), v.v...
- Vấn đề cải cách lễ tục Việt Nam
- Khảo về Đạo giáo
- Khảo về các nguồn gốc các thể thơ từ Trung Quốc
- Ba Lan phục hưng, v.v...

### Tạp văn
- Hồn quê I, II

### Dịch thuật
- Nam Quốc sơn hà
- Kinh Thi (Nhà xuất bản Cộng lực)
- Tình sử Trung Hoa (2 tập. Nhà xuất bản Tân Dân - Hà Nội, 1940-1941)
- Thánh Gandhi với cuộc vận động độc lập ở Ấn Độ.
- Đồng mệnh điểu
- Ngọc Lê hồn
- Hán sở tranh hùng
- Binh Pháp Ngô Tử
- Tôn Tử Binh Pháp
- Maxim Gorki
- Lĩnh Nam chích quái
- Mắng kẻ bàng quan (Ẩm băng văn tập)
- Truyền kỳ mạn lục (Nhà xuất bản Tân Dân - Hà Nội, 1943)
- Tang thương ngẫu lục (Nhà xuất bản Tân Dân - Hà Nội, 1943)
- Ức Trai thi văn tập (Nhà xuất bản Lê Cường - Hà Nội, 1945)
- Phụ nữ Đức-Ý
- Ba Lan phục hưng sử
- Bao Công kỳ án (Nhà xuất bản Thực Nghiệp - Hà Nội, 1925)
- Lý Đỗ (Nhà xuất bản Cộng Lực - Hà Nội, 1944)
- Tùy Đường diễn nghĩa
- Mãn Thanh nhập đế
- Sách thuốc Hoàng đế nội kinh tố vấn, v.v...

### Truyện thiếu nhi
- Ông Hổ (Nhà xuất bản Tân Dân - Hà Nội, 1942)
- Lên giời (Tuần báo Truyền bá - số 39 ngày 9 tháng 7 năm 1942)

## Nhận xét

### Tác giả
Nói đến Trúc Khê, Lữ Huy Nguyên có lần đã bộc bạch như sau: 
... Tôi vẫn cứ muốn tin rằng nhà văn Trúc Khê đang hiện diện giữa chúng ta, chân đi giày Gia Định, áo the khăn xếp, bộ quốc phục mà ông vẫn thường vận những ngày làm báo Tiểu thuyết thứ bảy hay Phổ thông bán nguyệt san. Con người phong nhã, lịch thiệp, nghiêm túc, đạo đức ấy không nghiện thứ gì...
Trong Lời bạt in trong tập thơ Lý Bạch do Trúc Khê dịch, Lữ Huy Nguyên cũng đã viết: 
Ông là người ưa thích hoạt động xã hội, tinh thần tự học rất cao và liên tục. Hồi còn đi học, ông học cả trong lúc ăn, lúc xay lúa giã gạo, đi đâu cũng mang sách theo. Ông là người có tinh thần dân tộc ngay cả trong suy nghĩ, sáng tác, nghiên cứu cũng như trong sinh hoạt, ứng xử. Một người giàu lòng hiếu khách, yêu thiên nhiên hoa cỏ.

### Tác phẩm
Trúc Khê không lấy văn chương làm mục đích. Mục đích của ông là làm sao cho "ích nước lợi dân". Ông khảo cứu, dịch thuật, biên soạn... đều nhằm mục đích ấy... Lòng yêu nước của ông là việc nâng cao dân trí. Nói sao cho dân hiểu, gợi sao cho dân tự nghĩ... để tự đứng dậy giải phóng mình. Vì lẽ đó, mặc dù ông tạ thế ở tuổi 46, nhưng cũng đã làm được nhiều việc. Những nhận xét của ông về văn chương, về thời thế, về lịch sử... đến nay vẫn còn nhiều ý nghĩa...
Nói về sự nghiệp văn chương của Trúc Khê, nhà nghiên cứu Văn Tâm trong Từ điển Văn học (bộ mới), có lời nhận xét khái quát như sau: 
Trúc Khê dịch thơ chưa thật đặc sắc, nhưng cố gắng bám sát nguyên tác; biên khảo với tinh thần cấp tiến... Một bộ phận đáng chú ý trong sự nghiệp văn học của ông là những truyện ký danh nhân. Tất nhiên, không tránh khỏi hạn chế về nội dung tư tưởng và hình thức nghệ thuật; nhưng với quan điểm tiến bộ, vốn Hán học sâu rộng, và bút pháp cũng khá nhuần nhị; ông truyền đạt tư liệu lịch sử có hệ thống, việt được một số trang khá hấp dẫn với những lời bình đúng mực.
Vốn có lòng yêu nước, cho nên ông đã viết một số phẩm theo thể loại này cốt để đề cao tinh thần dân tộc như chính ông có lần bộc lộ: "Tiểu thuyết lịch sử... phải làm cho người đọc sinh lòng nhớ mến nước cũ, có mối cảm tình thắm thiết với chủng tộc, giang sơn".

## Sách tham khảo
- Vũ Ngọc Phan, Nhà văn hiện đại (trọn bộ). Nhà xuất bản Sống mới, Sài Gòn, 1960.
- Văn Tâm, mục từ "Trúc Khê" in trong Từ điển Văn học (bộ mới). Nhà xuất bản Thế giới, 2004.
- Nguyễn Q. Thắng - Nguyễn Bá Thế, Từ điển nhân vật lịch sử Việt Nam, Nhà xuất bản KHXH, 1992.
- Tuyển tập Trúc Khê Ngô Văn Triện. Nhà xuất bản Văn hóa Thông tin, 2003.